# Magic SysRq組合鍵

鍵盤上的 SysRq 键

Magic SysRq組合鍵是一串能直接與Linux 内核溝通的組合鍵，允許使用者就算在系統進入死循環瀕臨崩潰時，直接呼叫系統底層將資料寫入檔案系統或重新開機，避免尚未寫入檔案系統與硬碟的數據在關機後消失。 效果類似於電腦上的電源鍵或重新開機鍵，但能執行更多操作。
此組合鍵提供一系列在系統崩潰時常用到的功能，比如上述的寫入數據，或關閉 X Server 、Kill 進程、卸載 檔案系統，也通常是當機時的最後手段。
但在 Linux 核心停止運作的情況下 Magic SysRq组合键 無效，例如发生内核错误 时。